# William J. Granfield
William Joseph Granfield (* 18. Dezember 1889 in Springfield, Massachusetts; † 28. Mai 1959 ebenda) war ein US-amerikanischer Politiker. Zwischen 1930 und 1937 vertrat er den Bundesstaat Massachusetts im US-Repräsentantenhaus.

## Werdegang
William Granfield besuchte die öffentlichen Schulen seiner Heimat und danach bis 1910 die Williston Academy in Easthampton. Nach einem anschließenden Jurastudium an der University of Notre Dame in Indiana und seiner 1916 erfolgten Zulassung als Rechtsanwalt begann er in seiner Heimatstadt Springfield in diesem Beruf zu arbeiten. Gleichzeitig schlug er als Mitglied der Demokratischen Partei eine politische Laufbahn ein. In den Jahren 1917 bis 1919 saß er als Abgeordneter im Repräsentantenhaus von Massachusetts. Außerdem war er 1918 und 1919 Delegierter auf einer Versammlung zur Überarbeitung der Staatsverfassung. Zwischen 1924 und 1940 nahm er an allen Democratic National Conventions teil.
Nach dem Tod des Abgeordneten Will Kirk Kaynor wurde Granfield bei der fälligen Nachwahl für den zweiten Sitz von Massachusetts als dessen Nachfolger in das US-Repräsentantenhaus in Washington, D.C. gewählt, wo er am 11. Februar 1930 sein neues Mandat antrat. Nach drei Wiederwahlen konnte er bis zum 3. Januar 1937 im Kongress verbleiben. Seit 1933 wurden dort viele der New-Deal-Gesetze der Bundesregierung unter Präsident Franklin D. Roosevelt verabschiedet.
1936 verzichtete William Granfield auf eine erneute Kongresskandidatur. Nach dem Ende seiner Zeit im US-Repräsentantenhaus war er Vorsitzender Richter am Bezirksgericht in Springfield. Dieses Amt übte er zwischen 1937 und 1949 aus. Er starb am 28. Mai 1959 in seiner Heimatstadt Springfield.